# Quinton Chievous
Quinton Brady Chievous (Kansas City, Misuri, 31 de diciembre de 1992) es un baloncestista estadounidense que actualmente se encuentra sin equipo. Con 1,98 metros de estatura, juega en la posición de escolta. Es hijo del que fuera también baloncestista profesional Derrick Chievous.

## Trayectoria deportiva

### Universidad
Jugó dos temporadas con los Volunteers de la Universidad de Tennessee, en la que apenas tuvo oportunidades de jugar, siendo transferido en 2014 a los Pirates de la Universidad de Hampton, donde jugó dos temporadas más, en las que promedió 13,4 puntos, 8,4 rebotes y 1,4 asistencias por partido, En su última temporada fue incluido en el mejor quinteto de la Mid-Eastern Athletic Conference.

### Profesional
Tras no ser elegido en el Draft de la NBA de 2016, sí lo fue en el Draft de la NBA D-League, en la undécima posición por Iowa Energy.